# Lolita Lebrón
Lebrón  Sotomayor est un nom espagnol. Le premier nom de famille, en général paternel, est Lebrón ; le second, en général maternel, souvent omis, est Sotomayor.
Lolita Lebrón (19 novembre 1919 – 1er août 2010), de son nom complet Dolores Lebrón Sotomayor est une nationaliste porto-ricaine, reconnue coupable de tentative de meurtre et d'autres crimes après avoir mené une attaque contre la Chambre des représentants des États-Unis en 1954, blessant cinq membres du Congrès des États-Unis. Elle est libérée de prison en 1979 après avoir obtenu la clémence du Président Jimmy Carter.

## Enfance et éducation
Lebrón (nom de naissance : Dolores Lebrón Sotomayor) est membre d'une fratries de cinq enfants nés à Lares, Porto Rico de Gonzalo Lebrón Bernal et Rafaela Soto Luciano. Ses quatre frères et sœurs se nomment Aurea, Augusto, Gonzalo Jr et Julio. Lebrón est élevée dans l'Hacienda Pezuelas à Pezuelas, un quartier de Lares. Gonzalo Lebrón travaille comme contremaître de l'hacienda pour 30 $ par mois et vit avec sa famille dans une « petite maison », où il possède un petit potager pour sa famille.
À Pezuelas, Lebrón commence ses études dans une petite école communautaire. Très jeune, Lebrón contracte une pneumonie après être tombée accidentellement dans une gouttière pleine d'eau et se retrouve après guérison avec une santé fragile. Elle développe alors une personnalité introvertie et contemplative, passant son temps à admirer la nature autour de l'hacienda.
La famille déménage quelques années plus tard pour le quartier de Mirasol, également dans Lares, où Gonzalo Lebrón administre une hacienda détenue par Emilio Vilellas. Elle y reçoit une meilleure éducation dans une école publique locale. Lorsque Lebrón termine sa sixième année scolaire, elle entre au Segunda Unidad Rural, un collège situé dans le quartier de Bartolo. Elle conclut son éducation publique en huitième année avant de quitter l'école.
Lebrón était considérée comme jolie adolescente, ce qui lui vaut de remporter la première place de l'élection annuelle de la Reine des Fleurs de mai de Lares. Bien que son père soit athée, Lebrón est baptisée dans la foi catholique à quatorze ans avec ses frères et sœurs. Au cours de la célébration du baptême, elle rencontre Francisco de Matos Paoli, qui devient son premier petit ami. Paoli et Lebrón s'écrivent des lettres et des poèmes qu'ils ont écrit. Selon Jossianna Arroyo, Lebrón a écrit « de la poésie plutôt mystique, centrée sur ce qu'elle appelle des "visions" rempli de symbolisme religieux ». La famille de Paoli s'oppose à leur relation car ils voient Lebrón comme une jibara (en) (paysanne). Son père s'oppose aussi à cette relation et lui enjoint de cesser d'écrire à Paoli. Cependant, ils continuent de correspondre jusqu'à ce qu'il déménage loin de Pares.
Lebrón déménage finalement à San Juan, où elle étudie la couture et poursuit sa correspondance avec Paoli. Elle se sent obligée de retourner à Lares lorsque son père attrape la tuberculose. La famille est forcée d'abandonner la maison de l'hacienda, mais plus tard en reçoit une nouvelle par Ramon Santiago.
Lebrón décide de prendre soin de son père. Elle voyage jusqu'à une ville voisine pour acheter des médicaments qu'elle lui administre toutes les soixante-dix minutes. Pendant sept jours, elle dort et mange peu pour le soigner. Après la mort de son père, Lebrón commence à travailler, tissant des vêtements.

## Activisme politique
Bien que Lebrón soit une membre du Parti Libéral depuis son jeune âge, elle n'affiche aucun intérêt pour la politique. Cependant, sa posture a changé après le 21 mars 1937, lorsque vingt-et-un militants du Parti nationaliste de Porto Rico sont tués lors d'une manifestation pacifique, connue sous le nom du massacre de Ponce. Lebrón, alors âgée de dix-huit ans développe alors une idéologie nationaliste. Au cours de cette période, Lebrón a une relation avec un ingénieur local, suivant les conseils de sa famille. Trois ans plus tard, elle donne naissance à sa première fille Gladys, qu'elle laisse aux bons soins de Rafaela Luciano après sa séparation d'avec son époux et son déménagement à New York. Après son arrivée à New York, elle éprouve des difficultés à trouver un emploi, surtout parce qu'elle ne parle pas très bien anglais. Lebrón travaille comme couturière dans plusieurs usines. Elle est congédiée de certains de ses emplois, car considérée comme une « rebelle » pour avoir protestée contre la discrimination dont elle est témoin contre les travailleurs porto-ricains. Cela influence ses vues nationalistes et finalement, elle établit des contacts avec les membres du mouvement de libération porto-ricain. Elle s'inscrit à l'Université George-Washington, où elle étudie pendant deux ans en plus de son travail. Elle se marie une seconde fois à vingt-deux ans et donne naissance à son deuxième enfant qu'elle envoie vivre avec sa mère un an plus tard. Lebrón décide de divorcer de son mari car elle se sentait opprimée par lui. En 1943, de nombreux porto-ricains arrivent à New York, principalement des jibaros à la recherche d'un emploi. Lebrón est de plus en plus frustrée en observant la façon dont ils sont forcés de vivre dans la pauvreté et la décadence sociale. En 1946, elle devient officiellement une membre du Parti nationaliste de Porto Rico, en suivant les conseils d'un ami. Elle y développe une admiration pour le président du Parti Pedro Albizu Campos, étudiant et mémorisant sa biographie et ses idéaux. Après avoir rejoint le parti, Lebrón inclut certaines de ses propres idées au sein de l'organisation, idées influencées par le socialisme et féminisme. Son implication constante dans les affaires du parti lui ouvre la porte de plusieurs postes de haut rang, dont ceux de secrétaire, vice-présidente, et directrice générale déléguée de la délégation de New York.
Le 21 mai 1948, un projet de loi est présenté devant le Sénat de Porto Rico qui restreindraient les droits des mouvements en faveur de l'indépendance et du nationalisme de l'île. Le Sénat est à l'époque contrôlé par le Parti populaire démocrate et présidé par Luis Muñoz Marín qui approuve le projet de loi. La loi, également connue comme la « Ley de la Mordaza (en)» (Loi sur la censure), rend illégal l'affichage du drapeau porto-ricain, les chants patriotiques, les discussions sur l'indépendance, et la lutte pour l'indépendance. Le projet de loi, qui ressemble au Smith Act anti-communiste adopté aux États-Unis, est signée et mise en vigueur le 10 juin 1948 par le gouverneur de Porto Rico nommé par les États-Unis, Jesús T. Piñero (en) et devient connue comme la « Ley 53 » (Loi 53). Conformément à la nouvelle loi, c'est un crime d'imprimer, de publier, de vendre, d'exposer, d'organiser ou d'aider une personne, un groupe ou une assemblée de gens dont les intentions sont de paralyser ou de détruire le gouvernement insulaire. Toute personne accusée et reconnue coupable d'avoir désobéi à la loi peut être condamné à dix ans de prison, une amende de 10 000 $ (US) ou les deux. Selon le Dr Leopoldo Figueroa (en), un membre de la Chambre des représentants de Porto Rico, la loi est répressive et en violation du Premier Amendement de la Constitution américaine qui garantit liberté d'expression. Il souligne que la loi en tant que telle constitue une violation des droits civils de la population de Porto Rico.
Le 1er novembre 1950, à la suite d'une série d'émeutes à Porto Rico, qui comprend le soulèvement de Jayuya et le soulèvement d'Utuado qui aboutissent à des massacres, Oscar Collazo et Griselio Torresola (en) envahissent la résidence Harry S. Truman, porteur d'une lettre écrite par Albizu Campos et adressée à Truman. Une fusillade éclate entre le duo et le garde en poste, tuant Torresola. Collazo est grièvement blessé mais survit et est condamné à mort par un jury américain. Le Parti nationaliste affirme que leur objectif était « d'attirer l'attention sur le fait que Porto Rico continue d'avoir le statut de colonie », alors que le gouvernement américain et les médias la considère comme une tentative d'assassinat. À la suite de la sentence du tribunal, Lebrón rejoint rapidement le « Comité pour la défense d'Oscar Collazo », participant à de nombreuses manifestations publiques qui aboutissent finalement à une grâce présidentielle. Le 25 juillet 1952, le nom officiel de Porto Rico est changé en Estado Libre Associado (Commonwealth des États-Unis) et une constitution est promulguée par Luis Muñoz Marín, le premier gouverneur élu de l'île. En 1954, Lebrón reçoit une lettre d'Albizu Campos, dans lequel il déclare son intention de commanditer des attaques contre les « trois endroits les plus stratégiques de l'ennemi ».

## Assaut sur la Chambre des Représentants

### Préparatifs de l'attaque
Albizu Campos correspond avec Lebrón depuis sa prison et choisit un groupe de nationalistes incluant Rafael Cancel Miranda (en), Irvin Flores (en) et Andrés Figueroa Cordero (en) pour attaquer des endroits stratégiques de Washington DC. Lors de la réception de l'ordre, elle la communique à la direction du parti nationaliste à New York et, bien que deux membres soit en désaccord avec celle-ci, le plan se met en place. Lebrón décide de mener le groupe, même si Albizu Campos ne lui ordonne pas de prendre part à l'attaque. Elle étudie le plan, en détermine les éventuelles faiblesses, concluant qu'une seule attaque sur la Chambre des Représentants serait plus efficace. La date de l'attentat à la Chambre des Représentants doit être le 1er mars 1954. Cette date est choisie parce qu'elle coïncide avec l'inauguration de la Conferencia Interamericana (Conférence Interaméricaine) à Caracas. Lebrón veut attirer l'attention sur Porto Rico, en particulier parmi les pays d'Amérique latine participant à la conférence.

### L'attaque
Le matin du 1er mars, Lebrón se rend à la gare de Grand Central, où elle a rendez-vous avec le reste du groupe. Une fois arrivés au Capitole des États-Unis, Rafael Annuler Miranda suggère que l'attaque soit reportée parce qu'il est tard et qu'il pleut. Lebrón lui répond qu'elle est seule et entre dans le bâtiment. Le groupe la suit, considérant l'attaque comme un coup d'état, le plus important acte révolutionnaire dans l'histoire du mouvement pour l'indépendance de Porto Rico, le quatrième soulèvement après le Grito de Lares, le Intentona de Yauco et le soulèvement de Jayuya.
Lorsque le groupe de Lebrón atteint la galerie des visiteurs au-dessus de la Chambre, ils s’assoient tandis que les représentants discutent de l'économie du Mexique. Peu de temps après, Lebrón donne l'ordre aux autres membres qui récitent d'abord le Notre Père ; puis Lebrón se leva et cria : « ¡Viva Puerto Rico Libre! » (Longue vie à une Porto Rico libre) et déploya le drapeau de Porto Rico. Le groupe ouvre alors le feu avec des pistolets semi-automatiques. Lebrón affirme qu'elle a tiré en direction du plafond, tandis que le pistolet de Figueroa s'enraye. Quelque 30 coups de feu sont tirés (essentiellement par Cancel), blessant cinq législateurs ; un représentant, Alvin Bentley représentant du Michigan, est grièvement blessé à la poitrine. Au moment de son arrestation, Lebrón cria : « Je ne suis pas venue pour tuer quelqu'un, j'en suis venue pour mourir pour Porto Rico! ».

### Jugement et emprisonnement
Lebrón et ses camarades sont inculpés de tentative de meurtre et d'autres crimes. Elle est emprisonnée dans la prison fédérale pour femmes d'Alderson, dans l'ouest de la Virginie. Le procès débute le 4 juin 1954, sous la présidence du juge Alexander Holtzoff et entouré de nombreuses mesures de sécurité. Un jury composé de sept hommes et cinq femmes est constitué mais leur identité est gardée secrète.
L'accusation est dirigée par Leo A. Rover, qui appelle 33 témoins à la barre. Ruth Mary Reynolds, une nationaliste américano-porto-ricaine et l'organisation qu'elle a fondée American League for Puerto Rico's Independence vient pour défendre Lebrón et les trois autres nationalistes accusés. Lebrón et les autres membres du groupe sont les seuls témoins de la défense, et dans le cadre de son témoignage, elle réaffirme qu'elle « est venue mourir pour la liberté de sa patrie ». Dans le cadre de ses 20 minutes de discours pour le jury au cours de son procès, Lebrón déclare qu'elle est « crucifiée pour la liberté de mon pays ».
Au cours de la première partie de leur procès, elle reste calme, se plaignant par le biais de ses avocats accusés du manque de respect pour le drapeau de son pays, tandis qu'il est produit à titre de preuve. Elle proteste bruyamment lorsque la défense suggère que le groupe pourrait avoir souffert d'instabilité mentale lors de la perpétration de l'acte. Le 16 juin 1954, le jury déclare les quatre accusés coupables. Le matin du 8 juillet 1954, Lebrón apprend la mort de son fils. Rover demande la peine de mort, mais Holtzoff choisit de les condamner à la plus grande peine d'emprisonnement possible. Dans le cas de Lebrón, c'est seize ans minimum.
De retour à la prison, elle est en état de choc lors de la réception de l'avis de décès de son fils et ne parle pendant trois jours. Le 13 juillet 1954, les quatre nationalistes sont emmenés à New York, où ils plaident non coupable aux accusations d'avoir « tenté de renverser le gouvernement des États-Unis ». L'un des témoins de l'accusation est Gonzalo Lebrón Jr, qui témoigne contre sa sœur. Le 26 octobre 1954, le juge Lawrence E. Walsh reconnait les quatre accusés coupable et les condamnent à six ans de prison.
Lebrón déclare que les deux premières années de prison furent les plus difficiles car elle dut faire le deuil de son fils puis de sa mère. Les liens avec ses frères et sœurs sont inexistants. Lebrón refuse de recevoir les lettres de sa sœur, car seules les lettres écrites en anglais sont autorisées dans la prison. Elle n'est pas autorisée à avoir des communications avec l'extérieur. Plus tard, ces communications sont autorisées après une grève de la faim de trois jours et demi. En raison de sa participation à la grève, Lebrón n'est pas autorisée à effectuer des travaux à l'extérieur de sa cellule pendant un certain temps, même si elle est finalement autorisée à travailler à l'infirmerie.
Après avoir passé les quinze premières années de sa peine, son travailleur social lui annonce qu'elle peut demander une libération conditionnelle, mais elle n'est pas intéressée par la proposition, ne signant pas les documents requis. En raison de ce manque d'intérêt, elle est mandatée pour assister à une réunion avant un comité du pénitencier, où elle présente une déposition écrite exprimant sa position sur la proposition de libération conditionnelle ainsi que sur d'autres sujets, y compris le terrorisme, la politique et l'utilisation de la bombe atomique. Par la suite, les autres détenus réagissent avec scepticisme sur son intention de refuser l'offre, ce qui la fait s'éloigner d'eux et se concentrer sur l'étude et l'écriture de poèmes. Au cours de cette période, Lebrón se tourne vers la religion.

## Dernières années, mort et héritage
En 1979, le Président Jimmy Carter gracie Lolita Lebrón, Irvin Flores, et Rafael Cancel Miranda, après 25 ans de prison. Andrés Figueroa Cordero a été libéré de prison plus tôt à cause d'une maladie en phase terminale. Le gouverneur de Porto Rico, Carlos Romero Barceló s'oppose publiquement aux pardons accordés par Carter, déclarant qu'il encourage le terrorisme et met en danger la sécurité publique. Lebrón est accueillie comme une héroïne par ses supporteurs lors de son retour à Porto-Rico. Lebrón épouse Sergio Irizarry Rivera et continue de militer pour l'indépendance du pays. Le couple s'est rencontré alors qu'elle était en prison, où il est mandaté par le parti nationaliste pour surveiller la santé de Lebrón. Leur mariage a lieu huit ans après leur rencontre. Ils s'installent dans une petite maison à Loiza. La maison est composée pour l'essentiel d'iconographie religieuse et d'un grand drapeau de Porto Rico dans le salon.

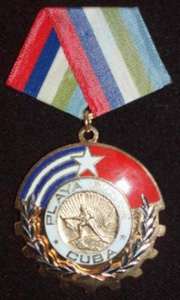
L'Ordre de Playa Girón

En 1979, Lolita Lebrón, Irvin Flores, Rafael Cancel Miranda et Oscar Collazo sont reconnus comme l'incarnation de la directive de leur professeur Albizu Campos devant les représentants de cinquante-et-un pays à la Conférence Internationale de Soutien à l'Indépendance de Porto Rico, tenue dans la ville de Mexico.
Cette même année, Lebrón et ses camarades reçoivent l'Ordre de Playa Girón à Cuba,. L'Ordre de Playa Girón est un ordre national conféré par le Conseil d'État de Cuba pour les Cubains ou les étrangers luttant contre l'impérialisme, le colonialisme et le néo-colonialisme, ou contribuant à la paix et au progrès de l'humanité. Il a été créé en 1961 et est nommé d'après la Playa Girón, le site de la victoire cubaine lors du débarquement de la baie des Cochons.
Le 4 septembre 2005, le couple est transporté à l'hôpital après qu'un incendie ait touché une partie de leur maison, causant de 14 000 $ de pertes matérielles. Le 22 mai 2000, Lebron dépose une plainte pour agression verbale contre Nívea Hernández, la mère du sénateur de Porto-Rico Kenneth McClintock, après une discussion entre elle et une femme anonyme dans une pharmacie de San Juan. L'affaire est signalée après qu'une employé de l'établissement ait identifié la femme comme étant Hernández, qui se remettait d'une opération chirurgicale et mourut deux mois plus tard.
Elle continue d'être active dans le mouvement pour l'indépendance et participe aux manifestations contre la présence de la Marine des États-Unis à Vieques. Lebrón comparaît en tant que témoin lors du International Tribunal on Violations of Human Rights in Puerto Rico and Vieques qui a lieu du 17 au 21 novembre 2000, sur l'île de Vieques. Selon le journal local El Vocero, le public applaudit lorsque Lebrón dit à la fin de sa déposition : « J'ai eu l'honneur de diriger l'attaque contre le Congrès des Etats-Unis le 1er mars 1954, pour demander la liberté de Porto Rico et nous avons dit au monde que nous sommes envahis, occupés et maltraités par les États-unis d'Amérique. Je suis très fière de ce jour, d'avoir répondu à l'appel de la patrie »,. Le 26 juin 2001, Lebrón fait partie d'un groupe de manifestants arrêtés pour s’être introduit dans la zone d'accès restreint à Vieques. Le 19 juillet 2001, elle est condamnée à 60 jours de prison. Lebrón a déjà fait 26 jours de prison entre son arrestation et son jugement et il ne lui reste plus que 37 à faire. Moins de deux ans après, le 1er mai 2003, la Marine américaine quitte Vieques et remet ses installations au gouvernement de Porto Rico. Lebrón fait partie des dirigeants politiques qui se sont opposés à la primaire du Parti Démocratique qui a eu lieu le 1er juin 2008. Le groupe prévoit un faible taux de participation à l'événement, tout en déclarant que Puerto Rico « mérite de la souveraineté ». Un film inspiré de sa vie est prévu en 2009, avec l'actrice Eva Longoria, mais n'a jamais été produit.
Entre 2008 et 2010, Lebrón est hospitalisée à plusieurs reprises. Le 10 juin 2008, Lebrón subit une fracture de la hanche et du poignet après une chute accidentelle dans sa maison. Elle fait une chirurgie correctrice à l'hôpital de San Juan. Le 18 septembre 2009, elle subit une nouvelle chute due à une affection cardio-respiratoire. Lebrón récupère de manière satisfaisante et dans un communiqué de presse avoue apprécier le soutien de la population. Les complications d'une bronchite, cependant, persistent tout au long de 2010, conduisant à sa mort le 1er août de cette année-là. Plusieurs personnalités publiques, qui soutiennent l'indépendance ou de la libre association à Porto Rico, déplorent sa mort, rappelant son activisme.

### Héritage
Parmi les hommages reçus par Lebrón, on trouve des peintures, des livres et un documentaire. L'artiste mexicain Octavio Ocampo crée une affiche de Lebrón, qui est exposée à la Galería de la Raza de San Francisco, Californie. Dans le Humboldt Park de Chicago, il y a une peinture murale représentant Lebrón parmi d'autres figures portoricaines. La scénariste, réalisatrice et productrice de cinéma, Judith Escalona a eu l'intention de faire un film sur la vie de Lebrón.
Il y a une plaque, située sur le monument hommage aux participants du soulèvement de Jayuya à Mayagüez, Porto Rico, pour honorer les femmes du Parti nationaliste. Lebrón est le nom sur la première ligne de la troisième colonne.

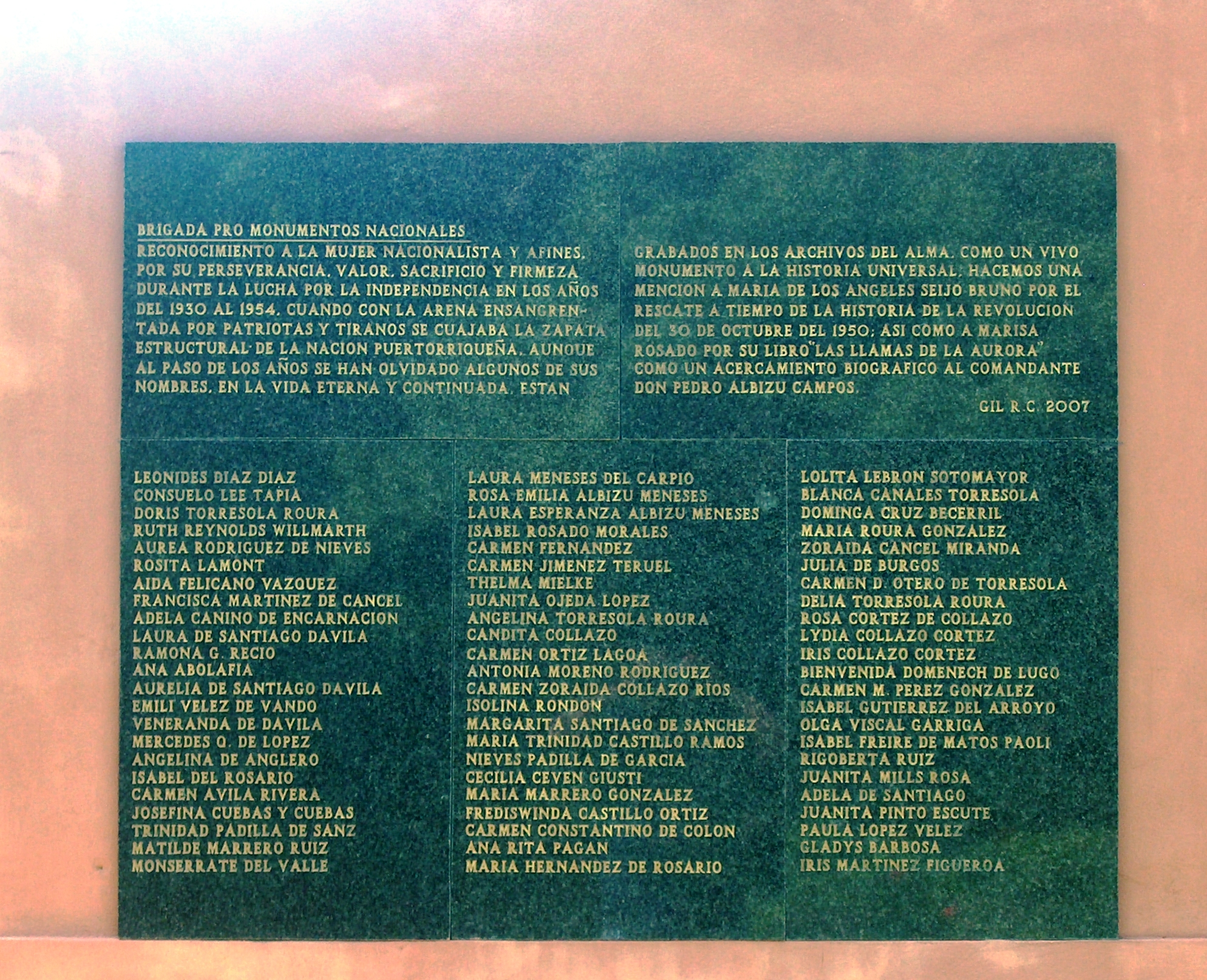
Plaque honorant les femmes du Parti Nationaliste

Parmi les livres qui parlent de l'histoire de Lebrón, on trouve The Ladies' Gallery: A Memoir of Family Secrets par Irene Vilar (sa petite-fille). L'auteur critique sa grand-mère et documente également la mort de la fille de Lebrón (sa mère) comme étant un suicide. Irene Vilar commence à écrire le roman alors qu'elle est patiente dans un hôpital psychiatrique de Syracuse, New York!,
La petite-fille de Lebrónn, Vilar, change sa vision des choses après que l'ouragan Maria ait dévasté Porto Rico. Elle rappelle que sa grand-mère disait souvent que si les portoricains pouvaient se nourrir eux-mêmes, ils seraient indépendants. Vilar fait un appel pour des dons de semences (les agriculteurs ont tout perdu), et elle en reçoit tellement qu'on ne sait pas quoi en faire et décide de fonder le Resiliene Fund avec Tara Rodriguez Besosa. Elle estime qu'elles doivent travailler rapidement pour sauver les fermes des agriculteurs et leurs moyens d'existence.